# Aram Ateşyan
Erzbischof Aram Ateşyan (Taufname Artin Ateş; * 1. Januar 1954 in Silvan, Provinz Diyarbakır) ist der ehemalige Stellvertretende armenische Patriarch von Konstantinopel und war amtierendes Oberhaupt der armenisch-apostolischen Kirche in der Türkei. Bis zur Bestimmung eines Nachfolgers übte er zeitweilig das Amt des Patriarchen aus, nachdem der damalige Amtsinhaber Mesrop Mutafyan wegen einer schweren Erkrankung nicht mehr amtsfähig war.

## Leben
Der Armenier Aram Ateşyan wurde in der St.-Giragos-Kathedrale von Diyarbakır auf den Namen Artin Ateş getauft und begann mit seinem Bildungsweg in seinem Geburtsort Silvan. Danach ging er nach Istanbul, wo er das damalige Theologiegymnasium Surp Haç Tıbrevank besuchte. Er absolvierte nach neun Jahren Studium erfolgreich das Theologische Seminar von Jerusalem.
Die Kindheit von Aram Ateşyan war nicht einfach, viele seiner Verwandten und Familienangehörigen wurden mit Todesdrohungen gezwungen, vom Christentum zum Islam überzutreten: So wurde seinem Schwager gesagt, dass sie ihn töten, falls er nicht Muslim wird – er wurde so zwangsweise zur Annahme des Islams gezwungen. Auch seine Schwester trat in den 1950ern zum Islam über. Daher sind seine Verwandten sogenannte Kryptoarmenier. Der Neffe von Aram Ateşyan, aber auch dessen Kinder wurden angegriffen.
Im April 2009 empfing er zusammen mit dem jüdischen Oberrabbiner (Chacham Baschi) Ishak Haleva und dem syrisch-orthodoxen Metropoliten Yusuf Çetin den Präsidenten der Vereinigten Staaten Barack Obama. Im September 2010 leitete Aram Ateşyan die erste Messe seit dem Völkermord an den Armeniern in der renovierten Kirche zum Heiligen Kreuz auf Akdamar im Vansee.
Am 27. April 2013 behauptete Ateşyan, dass bis zu 90 % der ländlichen Bevölkerung in Tunceli (Dersim) armenischer Herkunft seien. Er betrachtet die Türkei als sein Mutterland (türkisch Anavatan) und Armenien als Vaterland (arm. Hayrenig).